# Adrien (patriarche)
Pour les articles homonymes, voir Adrien.
Le Patriarche Adrien (Адриан en russe, de son vrai nom  Андрей, ou Andreï), né le 2 octobre 1627 (12 octobre dans le calendrier grégorien) à Moscou, mort le 16 octobre 1700 (27 octobre dans le calendrier grégorien) au monastère Perervinsky près de Moscou, fut le dernier patriarche de Moscou et de toutes les Russies de la période pré-révolutionnaire. Adrien attira l'attention du Patriarche Ioakim alors qu'il était encore archimandrite du monastère de Tchoudov. En 1686, Ioakim le nomma métropolite de Kazan et de Sviajsk (Tatarstan).
Le 24 août 1690, Adrien fut choisi pour succéder à Ioakim, mort cinq mois plus tôt. Il fut un ferme partisan des pratiques religieuses traditionnelles et s'opposa aux réformes de  Pierre le Grand. Il critiqua par exemple son décret sur le rasage obligatoire de la barbe. Les relations d'Adrien avec le tsar furent toujours tendues. Il dut toutefois accepter certaines des critiques de Pierre concernant les insuffisances dans l'organisation de l'Église orthodoxe russe.
Le patriarche Adrien prit aussi une part active à la lutte théologique qui existait  entre les orthodoxes rigoristes et les latinisants, au sujet de l'épiclèse.